# Daniel Botwe
Daniel Kwaku Botwe est né le 26 février 1958, est un homme politique ghanéen,. Il était député de la circonscription d'Okere (en) dans la région orientale du Ghana. Il a été ministre de l'Information et de l'Orientation nationale dans l'administration de John Agyekum Kufour et a également été ministre de la Réorganisation régionale et du Développement (en) et ministre du Gouvernement local (en), de la Décentralisation et du Développement rural dans le premier et le deuxième mandat de Nana Akufo-Addo respectivement.

## Jeunesse et éducation
Dan Kwaku Botwe est né le 26 février 1958 à Abiriw (en) -Akuapem, situé dans la région orientale du Ghana. Il est originaire d' Abiriw Akuapem (en). Il a été inscrit aux écoles primaires et secondaires presbytériennes de Mabang (en) dans le district d'Ahafo-Ano de la région d'Ashanti pour son éducation de base. Il a obtenu son certificat de niveau ordinaire GCE à la Kumasi Academy (en) et son certificat de niveau avancé GCE en 1977 à l'école Achimota. Il a été admis à l'Université des sciences et technologies Kwame Nkrumah pour obtenir un baccalauréat en informatique,.

## La vie professionnelle
En 1985, Dan Botwe a été employé par le Conseil ghanéen du cacao comme analyste informatique. Il y a travaillé jusqu'en 1993, date à laquelle il s'est lancé dans le secteur privé. Il a été nommé directeur de Danmaud Limited, une société privée à Accra.

## Vie politique
Pendant ses études à la KNUST, il a été élu secrétaire national de l'Union nationale des étudiants du Ghana (NUGS) de 1982 à 1983. Son élection a coïncidé avec le début du régime militaire dirigé par le Conseil provisoire de défense nationale (en) . Son activisme et ses critiques à l’égard de l’élite dirigeante lui ont valu d’être considéré comme un fauteur de troubles. Il a été condamné à l'exil avec d'autres Ghanéens en Côte d'Ivoire. Il est ensuite retourné au Ghana et a travaillé comme analyste informatique au Conseil ghanéen du cacao de 1985 à 1993 avant de se lancer dans une entreprise privée.
Botwe a participé et remporté l'élection du secrétaire général du Nouveau Parti patriotique en 1998. Il a joué un rôle déterminant dans l'élection de John Kufour à la présidence du Ghana lors des élections générales de 2000 (en). Il a occupé divers autres postes au sein du parti, notamment celui de trésorier national de l'aile jeunesse du Nouveau Parti patriotique et de directeur des opérations et de la recherche au siège national,. Il a été décrit par le président Akufo-Addo comme « un poids lourd, un poids politique », pour avoir réussi à faire sortir le Nouveau Parti patriotique de l'opposition et à l'amener au gouvernement en 2001. Actuellement, il a été nommé président de campagne nationale de l’équipe de campagne du vice-président Alhaji Dr Mahamudu Bawumia.

### Député
Dan Botwe s'est présenté aux élections parlementaires à Okere (en) en 2008 après que le titulaire, Brandford Kwame Daniel Adu (en), ait décidé de démissionner de son poste de parlementaire de la circonscription. Dan Botwe a obtenu 11 974 voix sur un total de 19 684 votes exprimés, soit 60,8 % des voix, pour devenir le nouveau député. Il a ensuite remporté les élections parlementaires successives de 2012, 2016 et 2020.
Il a été le whip en chef de la minorité au 6e Parlement de 2013 à 2017. En tant que député, il a contribué au développement global de sa circonscription de plusieurs manières. Il a promis son soutien au Dreams FC, une équipe de la First League du Ghana qui joue ses matchs à domicile à Dawu (en), une ville de sa circonscription.

### Ambition de porte-drapeau
Dan Botwe s'est présenté aux primaires du Nouveau Parti patriotique en 2007 pour le poste de porte-drapeau. Les primaires ont été organisées pour trouver un remplaçant à John Agyekum Kufour, qui avait effectué l'intégralité de son mandat en tant que porte-drapeau du parti et président du Ghana. Le concours a opposé 16 autres aspirants à Botwe. Les élections ont eu lieu à Accra le 22 décembre 2007. Botwe avait affirmé que le poste de porte-drapeau nécessitait une personne jeune et ne devait pas être considéré comme un « plan de retraite » pour les personnes âgées. Il a perdu l'élection face à Nana Akufo-Addo.

### Ministre de l'Information
De 2006 à 2007, Dan Botwe a été ministre de l’Information (en) dans l’administration de John Agyekum Kufour. Il a succédé à Kwamina Bartels (en),.

### Ministre de la Réorganisation régionale
En janvier 2017, le président Akufo-Addo a nommé Dan Botwe au poste de ministre du ministère nouvellement créé de la Réorganisation régionale et du Développement (en) . Akufo-Addo a créé ce ministère pour superviser la division de plusieurs régions du pays, conformément à l’une de ses promesses politiques. La région de la Volta sera redessinée pour créer la région d'Oti, et la région occidentale (Ghana) sera redessinée pour créer la région occidentale-nord (en).

### ministre du Cabinet
En mai 2017, le président Nana Akufo-Addo a nommé Dan Botwe comme l'un des 19 ministres qui formeraient son cabinet. Les noms des 19 ministres ont été soumis au Parlement du Ghana et annoncés par le président de la Chambre, le très honorable professeur Mike Ocquaye (en) En tant que ministre du Cabinet, Dan Botwe fait partie du cercle restreint du président et contribuera aux principales activités de prise de décision dans le pays.

## Vie personnelle
Dan Kwaku Botwe est marié et père de trois enfants. Il est chrétien de presbytérien.